# レニー・パウエル
レニー・パウエル（Renee Powell、1946年5月4日生まれ）は米国人女子プロゴルファーで、LPGAツアーをベースにプレーした。現在はオハイオ州 イーストカントンで家族が経営するクリアビューゴルフクラブのヘッドプロをしている。LPGA ツアーでプレーした史上二人目の黒人女性である。 
ゴルフコースを経営するビル・パウエル (Bill Powell) の娘としてオハイオで育ち、幼少のころにゴルフを始めた。10代でいくつかのユースアマチュア大会に優勝し、オハイオ大学やオハイオ州立大学の女子ゴルフチームのキャプテンも務めた。1967年にプロ転向、70年代にはキャリアアップのため英国に渡り、英国PGAに所属した。1977年には男子のゴルフトーナメントに出場した初めての女性となった。1980年に引退、テレビのコメンテーターとなり、1995年にはクリアビューゴルフクラブのヘッドプロに就任した。 
オハイオ州ゴルフ殿堂のメンバーであり、シグマガンマロー ソロリティーのメンバーである。2017年にPGAオブアメリカの殿堂メンバーにも選ばれた。 

## 若年時代
オハイオ州イーストカントンで生まれる。3歳でゴルフを始めた。父親ビル・パウエルは米国内において自分でゴルフ場を建設し、これを経営した初めての黒人であり、レニーのために子供用のクラブを自作し、打ち方も教えた。幼年期には特筆すべき出来事はさほどなく、普通の子供同様アーチェリー、バレエ、バスケットボールなどの様々なスポーツで遊んでいた。トラクターを運転して父親のゴルフコースのメンテナンスも手伝った。 
12歳の時初めてアマチュアのゴルフ大会に出場し、クラス優勝した。3年後の1960年には30以上のユース大会に優勝していた。1961年までに優勝数は50を超え、毎日父親のゴルフ場でプレーしていた。グレートレイクスバンタムゴルフトーナメント (Great Lakes Bantam Golf Tournament)、コロンビアーナ郡オープン (Columbiana County Open)、クリアビューゴルフクラブジュニア (Clearview Golf Club junior)、シックススシティーレディース（Sixth City Ladies、3回）、タイヤタウンオープンレディース（Tiretown Open Ladies、2回）、ビークルシティーターニー (Vehicle City tourney)、そしてミッドウェストディストリクトジュニア（Midwest District Junior、3連続）などに優勝した。アクロンビーコンジャーナル (Akron Beacon Journal) は彼女を「バンタムゴルフショーの女王 (Queen of the Bantam Golf Show)」と呼んだ。1962年には全米女子ジュニア選手権に黒人として初めて出場した。この大会のマッチプレー1回戦で優勝候補のアン・ベーカースを破る番狂わせを演じた。1963年、アクロンタイヤタウンオープン (Akron Tire Town open) で3回目の優勝を果たし、1963年の全米女子ジュニアに再び出場した。1964年夏、ライルシボレー女子ゴルフトーナメント (Lyle Chevrolet women's golf tournament) というサドンデス方式の大会で優勝。1964年のUGA（United Golf Association、黒人のゴルフ統括団体）ナショナルオープンの優勝候補とみなされ、実際ローアマチュアタイトルを獲得した。 
1964年にセントラルカトリックハイスクール (Central Catholic High School) を卒業し、オハイオ大学 (Ohio University, OU) に入学、その後オハイオ州立大学 (Ohio State University, OSU)に編入した。OU では言語療法と聴覚療法を専攻したが、OSU では社会学に変えた。いずれの大学でも女子ゴルフ部のキャプテンを務め、OSU では全米で名の通った大学ゴルフ部のなかでは黒人初のキャプテンとして皆を統率した。彼女がオハイオ州ゴルフ協会のトーナメントに出場したい意向を示した際、OSU は彼女を全面的にバックアップし、パウエルがプレーすることを許されなかったら OSU はゴルフ協会を脱退する、と声明発表まで行った。 

## プロでの成績

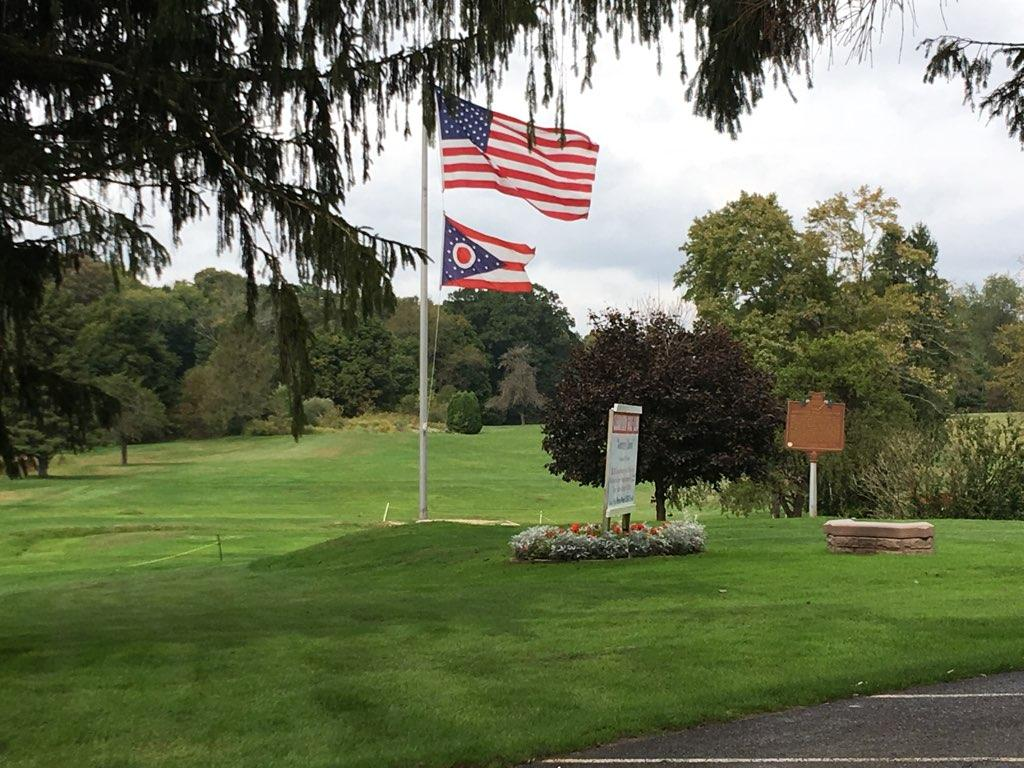
クリアビューゴルフクラブのグリーン

通算で 250 以上のプロゴルフ大会に出場した。1967年、LPGA にその史上2人目の黒人として加入した。LPGAに加入した初年は、黒人がゴルフをするのを観ることを好まない人々から「殺す」といった脅迫をしばしば受けた。大会公認の指定ホテルであるにもかかわらず彼女の宿泊を拒否するホテルも少なからずあった。カナダ人ゴルファーで友人のサンドラ・ポスト（白人）とともにツアーを回っていた際、パウエルの部屋を確保するのに二人で度々駆けずり回ったという。時にはレストランへの入店を断られたこともあった。パウエルはそんな時に、「言いたくはないけど、あなたがカナダ人だから断られたのよ」とジョークを言ったという。ゴルフの収入だけでは生活できなかったのでウィルソンスポーツグッズの店舗でゴルフクリニックのインストラクターをしたり、有償のエキジビションプレーをした。両親も金銭的支援を惜しまなかった。1969年、LPGAは、その加入メンバーは全員が一体不可分（特定人種だけが差別されることはない）のものであるとし、このことを大会実施予定の町すべてに事前にアナウンスを行って問題発生を回避する動きを示した。 
パウエルは1973年、オーストラリアのクイーンズランド州サーファーズパラダイスで開催されたケリースプリングフィールドトーナメント (Kelly-Springfield Tournament) で優勝した。彼女の最終ラウンドのスコア67はコースレコードだった。彼女はアフリカを25回訪れ、滞在期間中に各国の国家元首やその他の人々にゴルフを教えてまわった。彼女は1971年にUSO（米国慰問協会）による慰問巡回に参加、ベトナム戦争が最も激しかった時期の米兵慰問も行った。彼女はパティー・バーグとも友人関係にあり、時に励まされたり、またゴルフクリニックの開催方法についてアドバイスを受けたりもした。 
1970年代、パウエルはキャリアアップのため英国に渡り1975年にはセントアンドリュースのオールドコースで初めてプレーした。短期間だがシルバーミアゴルフクラブ (Silvermere Golf Club) でヘッドプロを務めたが、これは女性としては初めて役職だった。その後、英国PGAに所属し、1977年にはサリーPGA選手権 (Surrey PGA Championship) 　という男子大会に出場した。これは英国において男子大会に女性が出場する初めての出来事となった。ハロッズ百貨店向けにゴルフグッズのデザインも行った。当時ただ一人の著名な黒人女性ゴルファーだったこともあり、日ごろは「孤高の人」を演じていたという。 
1980年に LPGA から引退。250以上のLPGAツアーの大会に出場した。引退後はABCやCBSのテレビ解説者になった。1995年には、父親が人種的・社会的差別のないクラブとして1948年に設立したクリアビューゴルフクラブのヘッドプロに就任した。クリアビューにおけるパウエルのマネージャーとしての働きをLPGAも認識し、クリアビューを ”75 Girls Golf Club” の一つとして認定した。女性退役軍人向けの ”Clearview HOPE” という名のリハビリテーションプログラムも運営している。これは北オハイオの退役軍人の無料ゴルフプログラムで、レクリエーションおよびセラピーを目的としたものである。 
2019年、パウエルはPGA オブアメリカの無任所役員に選出された。 

## 受賞
パウエルとその家族は、1992年に国立ゴルフ財団 （National Golf Foundation, NGF）からジャックニクラウスゴルフファミリーアワードを受賞した。  1996年には全米プロゴルフ協会メンバーとして選出された。  LPGAは1999年に彼女にサービス（奉仕）賞を授与した。2003年、PGA によりゴルフのファーストレディー賞 (First Lady of Golf Award) を受賞した。  
2013年、スターク郡のアマチュア殿堂に選出された。2016年にはブラックエンタープライズ誌の “Women of Power” 賞を受賞。2017年にはPGAアメリカ殿堂入りした。父親も同時に受賞し、父娘が同じ賞を受賞する初めての事例となった。受賞を受けて「PGA殿堂に、長年にわたってただ一人私を指導してくれた父と、こうして並んで受賞できるのは格別です」と述べた。 
2008年、セントアンドリュース大学により名誉法学博士号を授与された。2015年、英国R&Aの初めての女性メンバーの一人に指名された。クラブの公式ランチの席に、ゲストを一人呼ぶことを許されていたパウエルは、友人として（元プロフットボール選手の）フランコ・ハリスを選んだ。セントアンドリュース大学は2016年、女子部のゴルフトーナメントの大会名にパウエルの名を入れた。2018年、新築した2棟の学生ホールのうちの一つに彼女の名前が付けられ、このテープカット式典ためにセントアンドリュースに帰ってきた。2019年のゴルフ産業ショーでは、父親とともに、米国ゴルフ場支配人協会によるオールドトムモリス賞が授与された。 